# Карлссон, Ларс (шахматист)
Ларс Карл Густав Карлссон (швед. Lars Carl-Gustaf Karlsson; 11 июля 1955, Стокгольм) — шведский шахматист, гроссмейстер (1982).
В составе команды Швеции участник 4-х Олимпиад 1980—1984 и 1990. Участник межзонального турнира в Лас-Пальмасе (1982) — 11—13-е места.
Успешно выступил во многих международных соревнованиях: Стокгольм (1977/1978) — 1—3-е; Мальмё (1976 и 1979) — 2—6-е и 1-е; Гёусдал (1979, 1980, 1984 и 1987) — 4-е, 2—3-е, 2-е и 2—5-е; Градец-Кралове (1979/1980 и 1980/1981) — 1—2-е и 1-е; Силькеборг (1980) — 1-е; Эсбьерг, Ниш и Раннерс (зональный турнир ФИДЕ, 1981) — 1-е; Экшё (1982) — 1—2-е; Хельсинки (1983) — 1-е; Гастингс (1983/1984) — 1—2-е; Мец (1984) — 1—4-е; Женева (1986) — 2-е; Канн (1986) — 2—6-е; Копенгаген (1987) — 2—4-е места.

## Изменения рейтинга
| Графики недоступны из-за технических проблем. См. информацию на Фабрикаторе и на mediawiki.org. |